# Jevhen Sjachov (1990)
Jevhen Sjachov (Oekraïens: Євген Євгенович Шахов) (Dnjepropetrovsk, 30 november 1990) is een Oekraïens voetballer. Zijn gelijknamige vader is ook een voormalig voetballer en was topschutter van de Sovjet Top Liga 1988.

## Biografie
Sjachov werd in Dnjepropetrovsk geboren, het latere Dnipropetrovsk en het huidige Dnipro, waar zijn vader speelde voor Dnjepr Dnjepropetrovsk, een topclub uit de Sovjet-competitie. Vanaf 2005 speelde hij ook bij deze club die nu de Oekraïense naam had aangenomen. Op 7 april 2007, maakte hij zijn debuut in het eerste elftal tegen Stal Altsjevsk. Toch zou het tot 2010 duren vooraleer hij een basisplaats wist te veroveren. Hij werd twee keer kort uitgeleend aan Arsenal Kiev. In 2015 scoorde hij in de kwartfinale van de Europa League het winnende doelpunt tegen Club Brugge, uiteindelijk bereikte Dnipro de finale, die ze van Sevilla FC verloren, al werd Sjachov hier niet voor ingezet. In 2016 verliet hij de club voor het Griekse PAOK.
Vanaf 2004 zat hij al in de jeugdselecties van het nationale elftal. In 2009 won hij met zijn land het EK -19.
In 2016 werd hij voor het eerst opgeroepen voor het nationale elftal. Op 15 november 2016 scoorde hij zijn eerste goal in een vriendschappelijke wedstrijd tegen Servië.
1 Pavlenka ·
2 Camara ·
4 Peña ·
5 Michailidis ·
6 Lovren ·
7 Konstantelias ·
9 Tsjalov ·
11 Taison ·
14 Živković ·
15 Colley ·
16 Kędziora ·
18 Gómez ·
19 Otto ·
20 Vieirinha  ·
21 Rahman ·
22 Schwab ·
23 Sastre ·
25 Thymianis ·
27 Ozdojev ·
28 Wieteska ·
42 Kotarski ·
47 Shoretire ·
70 Samatta ·
71 Thomas ·
77 Despodov ·
80 Pelkas ·
82 Meïté ·
99 Tsiftsis ·
Coach: Lucescu